# Dåstrup

Dåstrup er en lille by, der ligger helt op til Viby, i Roskilde Kommune.
I Dåstrup findes bl.a. en skole (Dåstrup Skole) og en kirke (Dåstrup Kirke).
Før kommunalreformen 1. januar 2007 tilhørte Dåstrup Ramsø Kommune.